# 周捨
周捨（469年—524年），字昇逸，汝南安城人，南北朝南梁官員。
周捨是東晉左光祿大夫周顗的八世孫，南齊中書侍郎周顒是他的父親，他年少聰明，父親覺得奇怪顒異之，臨終前對他說：「不擔心你不富貴，但要保持道德。」長大後，周捨博學多才，精通義理，擅長背誦；從南齊太學博士起家，遷任後軍行參軍。建武年間，北魏人吳苞南歸，有儒學學識，尚書僕射江祏招攬吳苞講學，周捨在座多次折服吳苞包，言辭雄健，因此一辯論知名。王亮任職丹陽尹時聽聞此事後很高興，徵辟他為主簿，經常委派政事，之後轉任太常丞。
梁國建立，周捨擔任梁國奉常丞，至梁武帝即位，訪求異能士人，吏部尚書范雲和他的父親友好，重視他的才能和器局，因此推薦給武帝，召來拜任尚書祠部郎。其時梁朝剛建立，禮儀事務都由周捨制訂，不久任職後軍記室參軍、秣陵縣令；入朝為中書通事舍人，累遷太子洗馬、散騎常侍、中書侍郎、鴻臚卿。王亮獲罪被迫歸家，舊友中只有他來送行，王亮去世後亦親自為他辦理喪事，得到時人讚頌。他改任尚書吏部郎、太子右衛率、右衛將軍，雖然多次調職，但仍然留在朝廷，很少休假，國史詔令、禮儀法律、軍旅謀略，都由周捨兼管；他日夜侍奉武帝，參與機密事項，二十多年不曾離開；他也能言善辯，天天和人談笑，卻從不泄漏機密，令別人嘆服。
他個性樸素，衣物用具、居處床席好像貧民一樣，他的府邸也積滿塵埃，用荻做屏風，壞了也不更換。在右衛任職，因為母親逝世辭官，再得起用為明威將軍、右驍騎將軍。服喪完畢，除授侍中、領步兵校尉，未拜任就遷為員外散騎常侍、太子左衛率，很快就加散騎常侍、本州大中正，遷太子詹事。普通五年（524年），南津收到武陵太守白渦書信，答應留下百萬面錢給周捨，於是上報朝廷，於是被免官，遷為右驍騎將軍，知太子詹事，同年逝世，虛歲五十六。梁武帝親自拜祭哭泣，下詔追贈侍中、護軍將軍，給與鼓吹、棺材、朝服，協助喪事，諡簡子。有兒子周弘義、周弘信。
最初范雲離世，以沈約充當樞管，武帝認為沈約輕率，不如徐勉，因此讓他和徐勉同時參與國政。徐勉在小事中被廢黜，周捨一人掌轄，他的雅量不及徐勉但更為清廉節約，故兩人都有賢相的名聲。評議國史時，他質疑梁文帝蕭順之紀傳的定位，認為「帝王本紀必須記錄任期內所有事件，若將文帝生平追寫本紀，就沒有事情可以記錄；但若祇寫個人功德，就是傳記並非本紀，應該將文帝事蹟放置在您的本紀前略述。」武帝聽從他的意見。他的思考便捷，曾在值宿談及嗜好，裴子野說他從來不食薑。周捨應聲曰：「孔子不撤下薑食，裴卻不吃薑。」在座的人都笑起來。

## 引用
1. 1 2  《梁書·卷二十五·列傳第十九》：周捨字昇逸，汝南安城人，晉左光祿大夫顗之八世孫也。父顒，齊中書侍郎，有名於時。捨幼聰潁，顒異之，臨卒謂曰：「汝不患不富貴，但當持之以道德。」旣長，博學多通，尤精義理，善誦書，背文諷說，音韻清辯。起家齊太學博士，遷後軍行參軍。建武中，魏人吳包南歸，有儒學，尚書僕射江祏招包講。捨造坐，累折包，辭理遒逸，由是名爲口辯。王亮爲丹陽尹，聞而悅之，辟爲主簿，政事多委焉。遷太常丞。
2. 1 2  《南史·卷三十四·列傳第二十四》：周朗字義利，汝南安成人也。……朗族孫顒。顒字彥倫，晉左光祿大夫顗七世孫也。祖虎頭，員外常侍。父恂，歸鄉相。……子捨。捨字昇逸，幼聰穎，顒異之。臨終謂曰：「汝不患不富貴，但當將之以道德。」及長博學，尤精義理，善誦詩書，音韻清辯。弱冠秀才，除太學博士。從兄綿為剡縣，贓汙不少，籍沒資財，捨乃推宅助焉。建武中，魏人吳苞南歸，有儒學。尚書僕射江祏招苞講，捨造坐折苞，辭理遒逸，由是名為口辯。王亮為丹陽尹，聞而悅之，辟為主簿，政事多委焉。遷太常丞。
3. ↑  《梁書·卷二十五·列傳第十九》：梁臺建，爲奉常丞。高祖卽位，博求異能之士。吏部尚書范雲與顒素善，重捨才器，言之於高祖，召拜尚書祠部郎。時天下草創，禮儀損益，多自捨出。尋爲後軍記室參軍、秣陵令。入爲中書通事舍人，累遷太子洗馬，散騎常侍，中書侍郎，鴻臚卿。時王亮得罪歸家，故人莫有至者，捨獨敦恩舊，及卒，身營殯葬，時人稱之。遷尚書吏部郎，太子右衛率，右衛將軍，雖居職屢徙，而常留省內，罕得休下。國史詔誥，儀體法律，軍旅謀謨，皆兼掌之。日夜侍上，預機密，二十餘年未嘗離左右。捨素辯給，與人泛論談謔，終日不絕口，而竟無一言漏泄機事，衆尤嘆服之。
4. ↑  《南史·卷三十四·列傳第二十四》：梁武帝即位，吏部尚書范雲與顒素善，重捨才器，言之武帝，召拜尚書祠部郎。禮儀損益，多自捨出。先是，帝與諸王及吳平侯書皆云弟，捨立議，引武王、周公故事，皆曰汝，從之。累遷鴻臚卿。時王亮得罪歸家，故人莫至，捨獨敦恩舊。及亮卒，身營殯葬，時人稱之。遷尚書吏部郎，太子右衛率，右衛將軍。雖居職屢徙，而常留省內，罕得休下。國史詔誥，儀體法律，軍旅謀謨，皆兼掌之。日夜侍上，豫機密二十餘年，未嘗離左右。帝以為有公輔器。……與人論謔，終日不絕，而竟不言漏泄機事，眾尤服之。
5. ↑  《梁書·卷二十五·列傳第十九》：性儉素，衣服器用，居處床席，如布衣之貧者。每入官府，雖廣廈華堂，閨閤重邃，捨居之則塵埃滿積。以荻爲鄣，壞亦不營。爲右衛，母憂去職，起爲明威將軍、右驍騎將軍。服闋，除侍中，領步兵校尉，未拜，仍遷員外散騎常侍、太子左衛率。頃之，加散騎常侍、本州大中正，遷太子詹事。
6. ↑  《南史·卷三十四·列傳第二十四》：性儉素，衣服器用，居處床席，如布衣之貧者。每入官府，雖廣廈華堂，閨閣重邃，捨居之則塵埃滿積。以荻為障，壞亦不修。曆侍中、太子詹事。
7. ↑  《梁書·卷二十五·列傳第十九》：普通五年，南津獲武陵太守白渦書，許遺捨面錢百萬，津司以聞。雖書自外入，猶爲有司所奏，捨坐免。遷右驍騎將軍，知太子詹事。以其年卒，時年五十六。上臨哭，哀慟左右。詔曰：「太子詹事、豫州大中正捨，奄至殞喪，惻愴于懷。其學思堅明，志行開敏，劬勞機要，多歷歲年，才用未窮，彌可嗟慟。宜隆追遠，以旌善人。可贈侍中、護軍將軍，鼓吹一部，給東園秘器，朝服一具，衣一襲，喪事隨由資給。諡曰簡子。」明年，又詔曰：「故侍中、護軍將軍簡子捨，義該玄儒，博窮文史，奉親能孝，事君盡忠，歷掌機密，清貞自居。食不重味，身靡兼衣。終亡之日，內無妻妾，外無田宅，兩兒單貧，有過古烈。往者，南司白渦之劾，恐外議謂朕有私，致此黜免，追愧若人一介之善。外可量加褒異，以旌善人。」二子：弘義，弘信。
8. ↑  《南史·卷三十四·列傳第二十四》：普通五年，南津校尉郭祖深獲始興相白渦書，餉捨衣履及婢，以聞，坐免官。以右驍騎將軍知詹事。卒。上臨哭哀動左右，追贈侍中、護軍將軍，諡曰簡子。初，帝銳意中原，群臣咸言不可，唯捨贊成之。普通中，累獻捷，帝思其功，下詔述其德美。以為「往者南司白渦之劾，恐外議謂朕有私，致此黜免。追愧若人一介之善，外可量加褒異，以旌善人」。捨集二十卷。二子弘義、弘信。
9. ↑  《南史·卷三十四·列傳第二十四》：初，范雲卒，僉以沈約允當樞管，帝以約輕易不如徐勉，於是勉、捨同參國政。勉小嫌中廢，捨專掌權轄，雅量不及勉而清簡過之，兩人俱稱賢相。時議國史，疑文帝紀傳之名。捨以為「帝紀之籠百事，如乾象之包六爻，今若追而為紀，則事無所包，若直書功德，則傳而非紀。應于上紀之前，略有仰述」。從之。捨占對辯捷，嘗居直廬，語及嗜好，裴子野言從來不嚐食薑。捨應聲曰：「孔稱'不徹'，裴乃不嚐。」一坐皆悅。

## 延伸阅读
[在维基数据编辑]
 《梁書/卷25》，出自姚思廉《梁書》